# シュランメル音楽

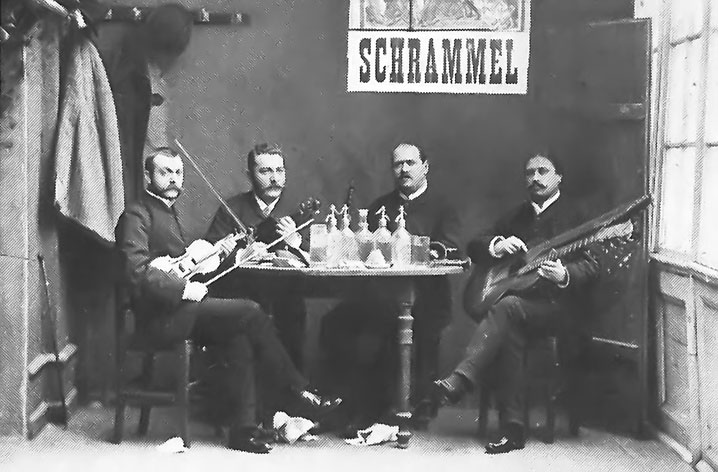
シュランメル四重奏団（1890年）

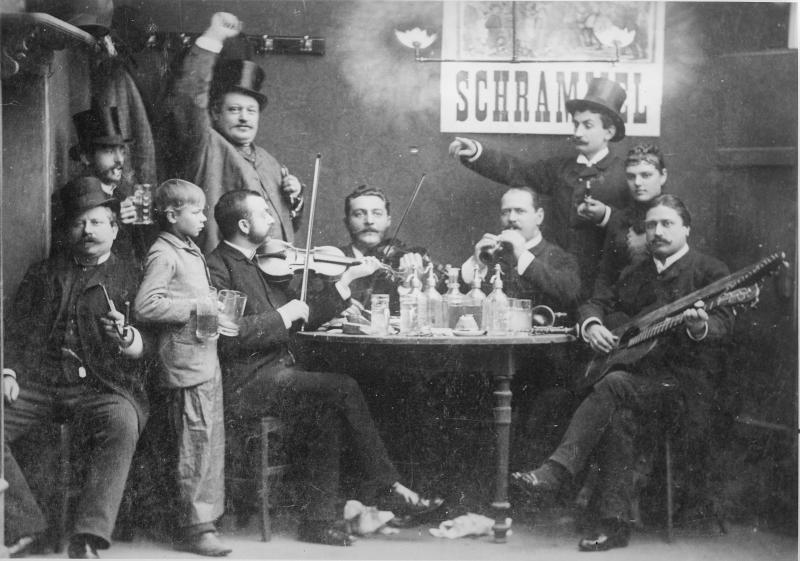
シュランメル四重奏団

シュランメル音楽（シュランメルおんがく、Schrammelmusik）は、19世紀後半にウィーンで発達したオーストリアの民俗音楽で、現在でもなお演奏されている。名前はシュランメル兄弟に由来する。

## シュランメル兄弟
ヴァイオリニストであったヨハン・シュランメル（Johann Schrammel, 1850年 - 1893年）とヨーゼフ・シュランメル（Josef Schrammel, 1852年 - 1895年）は、オーストリア北部出身の音楽家兄弟である。父はクラリネット奏者、母は名の知られた歌手であり、両親の影響を受けて育った。11歳ごろから両親とともにヴァイオリンを弾いて料理店や酒場などに出演するようになった。
1878年、兄弟はコントラギター奏者のアントン・シュトロマイヤー（Anton Strohmayer, 1848年 - 1937年）とアンサンブルを結成した。都会と田舎の両方の影響を受けてきた3人は、民謡、行進曲、ワルツやポルカなどの舞曲をウィーンのホイリゲ（ワイン居酒屋）や宿屋で演奏し、人気を博した。
当初、彼らはよく演奏活動を行っていたヌスドルフ村にちなんで「ヌスドルフ三重奏団」を名乗っていたが、1884年にクラリネット奏者のゲオルク・デンツァー（Georg Dänzer, 1848年 - 1893年）が加入して「シュランメル四重奏団」と改めた。アンサンブルは宮殿や大邸宅のサロンに招かれて演奏し、「シュランメルの陶酔」はウィーンのエリート層を虜にした。その中にはヨハネス・ブラームスとヨハン・シュトラウス2世もいた。彼らの人気は全ヨーロッパ中に拡大し、1893年にはシカゴ万国博覧会に招待された。音楽に関心を持たなかったといわれるオーストリア皇帝フランツ・ヨーゼフ1世でさえ、愛人カタリーナ・シュラットとともにシュランメル音楽を聴きに行くことを好んだという。
シュランメル兄弟の作品は200曲以上にのぼる。ヨハンは1893年に、ヨーゼフは1895年に死去するが、以後、類似の形態の音楽を「シュランメル音楽」と呼ぶようになった。人名に由来する呼び方だったものが、ウィーン風の庶民的な音楽の代名詞のようになっていったのである。また、シュランメル音楽を演奏する多くの人々（楽団）のことを、シュランメルの複数形で「シュランメルン（Schrammeln）」と総称するようになった。

## 特徴
シュランメル音楽の特徴として、2本のヴァイオリンまたはフィドル、ダブルネックのコントラギター、G調の小クラリネットが用いられる。時にはボタン式アコーディオン（シュランメルハーモニカ）が加わることもある。
曲調はメランコリックな「泣き（weinende）」が特徴で、オーストリア以外にもハンガリー、スロベニア、モラヴィア、バイエルンの民俗音楽の影響を受けている。
シュランメル音楽はまた前述のブラームス、シュトラウス2世をはじめとして、アルノルト・シェーンベルクといったウィーンの作曲家たちにも愛好された。

## 代表曲
- 『ウィーンはいつもウィーン』（Wien bleibt Wien!、ヨハン作曲）- ABCスポーツテーマ曲
- 『これがオーストリアだ』（ヨハン作曲）